# Sur la route de Nairobi
Pour plus de détails, voir Fiche technique et Distribution.
Sur la route de Nairobi (titre original White Mischief) est un film de procès américano-britannique réalisé par Michael Radford, sorti en 1987.
Le film, inspiré de faits réels, est une adaptation du récit de James Fox, traitant d’une affaire de meurtre dans la Happy Valley au Kenya en 1941, publié dans son livre  White Mischief, paru en 1961.

## Synopsis
En 1940, la jeune Lady Diana Broughton et son époux (de trente ans plus âgé qu'elle), Sir Henry 'Jock' Broughton, s'établissent dans la colonie britannique du Kenya, se souciant peu — tout comme la petite communauté britannique qu'ils rejoignent — de la guerre en cours. La vie coloniale se partage entre mondanités, courses de chevaux, intrigues sentimentales, les femmes sont nymphomanes, les hommes coureurs de jupons et gros buveurs. Diana fait alors la connaissance de Josslyn 'Joss' Hay, comte d'Erroll, un des membres de cette communauté, et devient sa maîtresse en pensant pouvoir compter sur l'indulgence et la compréhension de son vieil époux. Son erreur d'appréciation mènera au drame.

## Fiche technique
- Titre : Sur la route de Nairobi
- Titre original : White Mischief
- Réalisation : Michael Radford
- Scénario : Michael Radford et Jonathan Gems, d'après un livre de James Fox, s'inspirant d'évènements authentiques
- Photographie : Roger Deakins
- Montage : Tom Priestley
- Musique (et direction musicale) : George Fenton
- Directeur artistique : Len Huntingford et Keith Pain
- Décors : Roger Hall
- Costumes : Marit Allen
- Producteurs : Simon Perry, Simon Bosanquet (producteur associé) et Michael White (producteur exécutif)
- Sociétés de production : Columbia Pictures, Nelson Entertainment, Goldcrest Films International, Michael White Productions, Power Tower Investments et Umbrella Films, en association avec British Broadcasting Corporation
- Société de distribution : AMLF (en France) / Columbia Pictures (aux États-Unis)
- Pays de production :  Royaume-Uni,  États-Unis
- Lieu de tournage : Kenya
- Langue : Anglais
- Format : Couleur — 35 mm — 1,75:1 — Son : Dolby Stereo
- Genre : Film dramatique, Film policier, Chronique de mœurs
- Durée : 107 minutes
- Dates de sortie : 
  - Royaume-Uni : 1987
  - France : 17 février 1988
  - États-Unis : 22 avril 1988

## Distribution
- Greta Scacchi : Lady Diana Broughton
- Charles Dance : Josslyn « Joss » Victor Hay, comte d'Erroll
- Joss Ackland : Jock Delves Broughton
- Sarah Miles : Alice de Janzé
- Geraldine Chaplin : Nina Soames
- Ray McAnally : Morris
- Murray Head : Lizzie
- John Hurt (VF : Vincent Grass) : Gilbert Colvile
- Trevor Howard : Jack Soames
- Susan Fleetwood : Lady Gwladys Delamer
- Catherine Neilson : Lady June Carberry
- Hugh Grant : Hugh Cholmondeley
- Alan Dobie : Sir Walter Harragin
- Gregor Fisher : McPherson